# Rebecca Högberg
Louise Lisa Rebecca Högberg, född 14 maj 1984 i Åmål, Dalsland, är en svensk friidrottare (sprinter). Hon vann SM-guld på 400 meter år 2009 (tävlande för KFUM Örebro) och stafett 4 x 400 meter år 2010 (i Hammarby IF:s lag).

## Personliga rekord
| Utomhus - 200 meter – 24,52 (Göteborg 10 juli 2011) - 300 meter – 40,24 (Örebro 16 maj 2013) - 300 meter – 38,2 (Örebro 12 juli 2011) - 400 meter – 53,01 (Malmö 2 augusti 2009) - 800 meter – 2:05,63 (Hallsberg 1 augusti 2020) - 1 500 meter – 4:52,80 (Sollentuna 22 juni 2011) - 400 meter häck – 59,06 (Malmö 3 augusti 2009) | Inomhus - 400 meter – 56,01 (Sätra 23 januari 2010) - 800 meter – 2:07,65 (Glasgow, Storbritannien 30 januari 2010) |

### Fotnoter
1. ↑  ”Stora SM 2009”. Arkiverad från originalet den 13 december 2009. https://archive.is/20091213202749/http://88.131.109.176/folksam/sm09/resultat.php. Läst 23 april 2013.
2. ↑  ”Stora SM 2010, dag 4”. trackandfield.se. Arkiverad från originalet den 27 september 2013. https://web.archive.org/web/20130927090733/http://www.trackandfield.se/resultat/2010/100822.htm. Läst 2 september 2013.
3. ↑  ”Stora SM 2008, dag 2”. trackandfield.se. Arkiverad från originalet den 14 maj 2021. https://web.archive.org/web/20210514153326/https://www.trackandfield.se/Resultat/2008/080802.htm. Läst 20 maj 2013.
4. ↑  ”Stafett-SM 2010”. ranas4h.nu. Arkiverad från originalet den 8 december 2015. https://web.archive.org/web/20151208144853/http://www.ranas4h.nu/resultat/2010/stafett-sm.html. Läst 29 maj 2013.
5. 1 2  ”Stafett-SM 2011” (pdf). Arkiverad från originalet den 6 april 2015. https://web.archive.org/web/20150406214723/http://www.proteamonline.se/storage/customers/2202/editor/resultat_2011/Stafett_SM_2011_Res.pdf. Läst 22 maj 2013.
6. 1 2  ”Stafett-SM 2013”. huddinge-friidrott.org. Arkiverad från originalet den 4 mars 2016. https://web.archive.org/web/20160304222253/http://www.huddinge-friidrott.org/tavlingar/13/stafettsm/resultat.htm. Läst 29 maj 2013.
7. ↑  ”ISM 2020 Växjö 22-23 februari”. telekonsultarena.se. https://telekonsultarena.se/resultat/ISM20/Resultat.php. Läst 29 februari 2020.
8. ↑  Sveriges befolkning 1990.
9. 1 2 3 4 5 6 7 8 9 10  ”Personsida på AllAthletics”. all-athletics.com. Arkiverad från originalet den 24 september 2016. https://web.archive.org/web/20160924024934/http://www.all-athletics.com/node/176829. Läst 23 september 2016.
10. 1 2 3 4 5  ”Personsida på European Athletics' webbplats”. european-athletics.org. http://www.european-athletics.org/athletes/group=h/athlete=159228-hogberg-rebecca/index.html. Läst 23 september 2016.
11. 1 2  ”Personsida hos IAAF”. iaaf.org. https://www.iaaf.org/athletes/sweden/rebecca-hogberg-248884. Läst 23 september 2016.